# St-Martin (Lorgues)

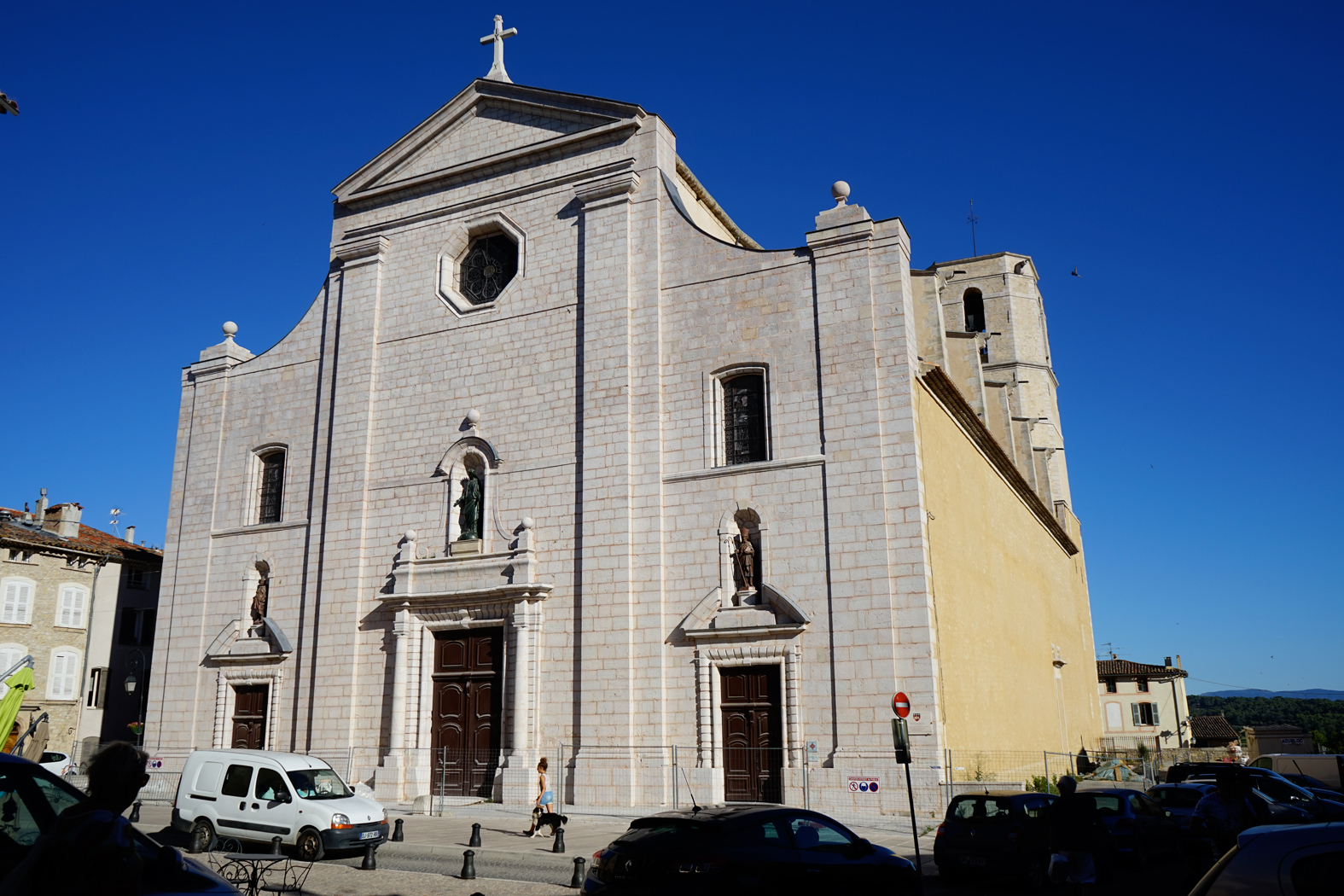
St-Martin (Lorgues)

Die Kirche Saint Martin ist die römisch-katholische Pfarrkirche von Lorgues im Département Var in Frankreich. Die Kirche gehört zum Bistum Fréjus-Toulon.

## Geschichte
Schon 1424 wurde die Pfarrkirche von Lorgues vom Bischof von Fréjus zur Stiftskirche (französisch: Collégiale) erhoben (bis 1790). 1704 begann man auf Initiative von Bischof Fleury mit dem Bau einer neuen Kirche, die 1729 von seinem Nachfolger eingeweiht werden konnte. Es handelt sich um den zweitgrößten Kirchenbau im Bistum Fréjus-Toulon, nach der Basilika von Saint-Maximin. Die Kirche ist 57 Meter lang, 31 Meter breit und 23 Meter hoch. Architekt waren zuerst Etienne Verrier (1683–1747), dann Joseph Pomet. 2011 musste die Kirche wegen Baufälligkeit geschlossen werden. Von 2014 bis 2018 wurde sie für 4 Millionen Euro renoviert.

## Ausstattung
Prunkstück der Ausstattung ist der barocke Hochaltar aus polychromem Marmor. Er stammt aus der Kirche Saint-Théodore in Marseille, als sie Teil eines Klosters der Franziskaner-Rekollekten war. Die Kanzel wurde im 19. Jahrhundert aus Ungarischer Eiche gearbeitet. Die Kirche verfügt innen wie außen über die Figuren von Martin von Tours und Ferreolus von Vienne. Sie besitzt eine Orgel mit vier Manualen.